# Hamburg (hrabstwo Vernon)
Hamburg – miasto w Stanach Zjednoczonych, w stanie Wisconsin, w hrabstwie Vernon.